# Alpioniscus verhoeffi
Alpioniscus verhoeffi är en kräftdjursart som beskrevs av Hans Strouhal 1938. Alpioniscus verhoeffi ingår i släktet Alpioniscus och familjen Trichoniscidae. Inga underarter finns listade i Catalogue of Life.